# والیبال قهرمانی باشگاه‌های مردان آسیا ۲۰۱۴
مسابقات والیبال قهرمانی مردان باشگاه‌های آسیا ۲۰۱۴ ۱۵امین دوره والیبال قهرمانی باشگاه‌های آسیا به میزبانی فیلیپین در مانیل آغاز و برگزار شد و نماینده ایران، متین ورامین قهرمان این دوره از مسابقات شد.

## فینال
| تاریخ    | ساعت  |        | امتیاز |             | ست ۱  | ست ۲  | ست ۳  | ست ۴  | ست ۵ | مجموع | گزارش  |
| -------- | ----- | ------ | ------ | ----------- | ----- | ----- | ----- | ----- | ---- | ----- | ------ |
| ۱۶ آوریل | ۱۶:۰۰ | الریان | ۱–۳    | متین ورامین | ۲۵–۱۹ | ۱۷–۲۵ | ۲۴–۲۶ | ۱۶–۲۵ |      | ۸۲–۹۵ | Report |

## رده بندی نهایی
| رتبه | تیم                |
| ---- | ------------------ |
| 1    | متین ورامین        |
| 2    | الریان             |
| 3    | بیجینگ بایک موتورز |
| ۴    | کندنسات ژایکمانی   |
| ۵    | چین تایپه          |
| ۶    | گاز الجنوب         |
| ۷    | پاور پینایز        |
| ۸    | الزهرا المینا      |
| ۹    | النصر              |
| ۱۰   | میگراسیا           |
| ۱۱   | داک لانگ جیا لای   |
| ۱۲   | صحار               |
| ۱۳   | اویتا میوشی        |
| ۱۴   | گینه نو            |
| ۱۵   | گرین دراگون        |
| ۱۶   | آلتین بارز         |

|  | Qualified for the والیبال قهرمانی باشگاه های جهان |

## جوایز
- باارزش ترین بازیکن:  شهرام محمودی (متین ورامین)
- بهترین پاسور:  لی ران مینگ (بیجینگ)
- بهترین دریافت کننده:  ماکسیم سامارین (کندنسات) -  کریستین ساوانی (الریان)
- بهترین مدافع میانی روی تور:  محمد موسوی (متین ورامین) -  مصطفی شریفات (متین ورامین)
- بهترین پشت خط زن:  ویتالی ووریوودین (کندنسات)
- بهترین لیبرو:  سلیمان سعید (الریان)